# フルエーラ2世
フルエーラ2世（Fruela II de León、875年頃 - 925年7月）は、アストゥリアス王（在位：910年 - 924年）、レオン王（924年 - 925年）。フロイラ（Froila）とも。

## 生涯
アストゥリアス王アルフォンソ3世と王妃ヒメナの三男として育った。910年に父よりアストゥリアス王国を継承した。
彼は主導権を持つ兄オルドーニョ2世と良好な関係を保った。2人はレコンキスタで協力し、オルドーニョが作成した免状に「Froila rex」と署名している。924年に兄オルドーニョが死ぬと、権力者たちはオルドーニョの息子たちを無視してフルエーラをレオン王に選出した。フルエーラは貴族と臣下に人気がなく、王位の簒奪を疑われている。彼は、西ゴート王ウィティザの末裔を自称するオルムードの子、ヘブルドとアレシンドを暗殺し、さらに貴族たちを遠ざけた。このために、彼は年代記においてわずか14か月間にすぎなかった治世を非難されている。歴史家ラモン・メネンデス・ピダルによれば、オルムードの縁者であったレオン司教フルニミオを追放している。いずれにせよ、フルエーラは14か月以上統治することなしに、925年初夏、ハンセン病に罹患して数日で急逝した。フルエーラの死によって継承問題が発生し、弟のラミーロ、先代オルドーニョ2世の息子たち、そしてフルエーラの年若い息子たちが権利を主張した。即時の継承に幾度かの議論がなされ、最終的にフルエーラの親族はオルドーニョ2世の親族に退けられた。

## 子女
最初の妻ヌニロ・ヒメネスとの間に1子をもうけた。
- アルフォンソ・フロイラス（932年没） - レオン王（925年 - 926年）

917年以前、バヌ・カシー家が支配するトゥデーラの総督の娘ウラカと再婚した。
- ラミロ（932年没）
- オルドーニョ（932年没）